# Simulium vulgare
Simulium vulgare är en tvåvingeart som beskrevs av Dorogostaisky och Rubtsov 1935. Simulium vulgare ingår i släktet Simulium och familjen knott. Arten är reproducerande i Sverige. Inga underarter finns listade i Catalogue of Life.